# ATP San Paolo 1988
L'ATP San Paolo 1988 è stato un torneo di tennis giocato sul cemento. È stata la 5ª edizione del torneo, che fa parte del Nabisco Grand Prix 1988. Si è giocato a San Paolo in Brasile dal 31 ottobre al 6 novembre 1988.

## Campioni

### Singolare maschile
Jay Berger ha battuto in finale  Horacio de la Peña con il punteggio di 6–4 6–4

### Doppio maschile
Jay Berger /  Horacio de la Peña hanno battuto in finale  Ricardo Acuña /  Javier Sánchez con il punteggio di 5–7, 6–4, 6–3